# 第19回ゴールデンラズベリー賞
第19回ゴールデンラズベリー賞は、第71回アカデミー賞授賞式前日の1999年3月20日にサンタモニカのハントレー・ホテルで発表・授賞式が行われた。

## 受賞とノミネートの一覧
受賞は太字、それ以外はノミネートである。

### 最低作品賞
- アラン・スミシー・フィルム
- アルマゲドン
- アベンジャーズ
- GODZILLA
- スパイス・ザ・ムービー

### 最低男優賞
- レイフ・ファインズ - アベンジャーズ
- ライアン・オニール - アラン・スミシー・フィルム
- ライアン・フィリップ - 54 フィフティ★フォー
- アダム・サンドラー - ウォーターボーイ
- ブルース・ウィリス - アルマゲドン、マーキュリー・ライジング、マーシャル・ロー

### 最低女優賞
- ヤスミン・ブリーズ - ベースケットボール 裸の球を持つ男
- アン・ヘッシュ - サイコ
- ジェシカ・ラング - 沈黙のジェラシー
- 5人がかりで大根役者1人分のスパイス・ガールズ - スパイス・ザ・ムービー
- ユマ・サーマン - アベンジャーズ

### 最低助演男優賞
- ショーン・コネリー - アベンジャーズ
- ジョー・エスターハス - アラン・スミシー・フィルム
- ロジャー・ムーア - スパイス・ザ・ムービー
- ジョー・ペシ - リーサル・ウェポン4
- シルヴェスター・スタローン - アラン・スミシー・フィルム

### 最低助演女優賞
- エレン・アルベルティーニ・ダウ - 54 フィフティ★フォー
- ジェニー・マッカーシー - ベースケットボール 裸の球を持つ男
- マリア・ピティロ - GODZILLA
- リヴ・タイラー - アルマゲドン
- ラクエル・ウェルチ - Chairman of the Board

### 最低スクリーンカップル賞
- ベン・アフレック & リヴ・タイラー - アルマゲドン
- 登場人物、ボディやアクセサリー全ての組み合わせ - スパイス・ザ・ムービー
- 本人役と、その本人たち - アラン・スミシー・フィルム
- 双子のレオナルド・ディカプリオ - 仮面の男
- レイフ・ファインズ & ユマ・サーマン - アベンジャーズ

### 最低監督賞
- マイケル・ベイ - アルマゲドン
- ジェレマイア・チェチック - アベンジャーズ
- ローランド・エメリッヒ - GODZILLA
- アーサー・ヒラー、またの名をアラン・スミシーとも - アラン・スミシー・フィルム
- ガス・ヴァン・サント - サイコ

### 最低脚本/ジョー・エスターハス不名誉賞
- アラン・スミシー・フィルム - ジョー・エスターハス
- アルマゲドン - ジョナサン・ヘンズリー、J・J・エイブラムス
- アベンジャーズ - ドン・マクファーソン
- GODZILLA - ディーン・デヴリン、ローランド・エメリッヒ
- スパイス・ザ・ムービー - キム・フラーとスパイス・ガールズの思いつきに

### 最低リメイク及び続編賞
- アベンジャーズ（分け）
- GODZILLA（分け）
- ロスト・イン・スペース
- ジョー・ブラックをよろしく
- サイコ（分け）

### 最低新人賞
- Barney - Barney's Great Adventure
- キャロット・トップ - Chairman of the Board
- ジョー・エスターハス - アラン・スミシー・フィルム
- スパイス・ガールズ - スパイス・ザ・ムービー
- ジェリー・スプリンガー - ジェリー・スプリンガー・ザ・ムービー 人の不幸はクセになる

### 最低主題歌賞
- "Barney, The Song" - Barney's Great Adventure
- "I Don't Want to Miss a Thing" - アルマゲドン
- "I Wanna Be Mike Ovitz!" - アラン・スミシー・フィルム
- "Storm" - アベンジャーズ
- "Too Much" - スパイス・ザ・ムービー

### 最低作品傾向賞
- 58歳の主演男優が28歳の主演女優に求愛するような、少々イタいロマンス。
- 映画のあらすじを網羅した予告編。
- 30分で済むストーリーが、3時間以上の長編に。
- THX…鼓膜が破れるほどうるさい殺傷兵器並の音響効果。
- 資金力にもの言わせた過剰なほどのメディアミックス"攻撃"（アルマゲドンやGODZILLA等々で）。